# Paul Ilg
Paul Ilg (* 14. März 1875 in Salenstein, TG; † 15. Juni 1957 in Romanshorn TG) war ein Schweizer Schriftsteller.

## Leben
Paul Ilg litt zeit seines Lebens am Stigma seiner ärmlichen Herkunft. Obwohl er wiederholt schriftstellerische Anerkennung erhielt, konnte er sich im Literaturbetrieb seiner Zeit nicht dauerhaft etablieren. Er lebte meist in schwierigen finanziellen Verhältnissen und war stets auf der Suche nach Gönnern. Diese Erfahrungen prägen auch Ilgs gesellschafts- und sozialkritisches Werk, das oft davon handelt, «dass ein in seiner Kindheit Herabgewürdigter, Gedemütigter, Heimatloser, Unbehauster, sozial Benachteiligter mittels Wirtschaft, Kunst und Liebe auf Biegen und Brechen in die höheren Sphären, die scheinbaren Glücksbereiche der Gesellschaft, wo Schlösser und silberbefrachtete Hotelhallen die Erinnerungen an die Armeleutekindheit zudecken, aufzusteigen sucht.»

### Kindheit, Jugend und berufliche Wanderjahre

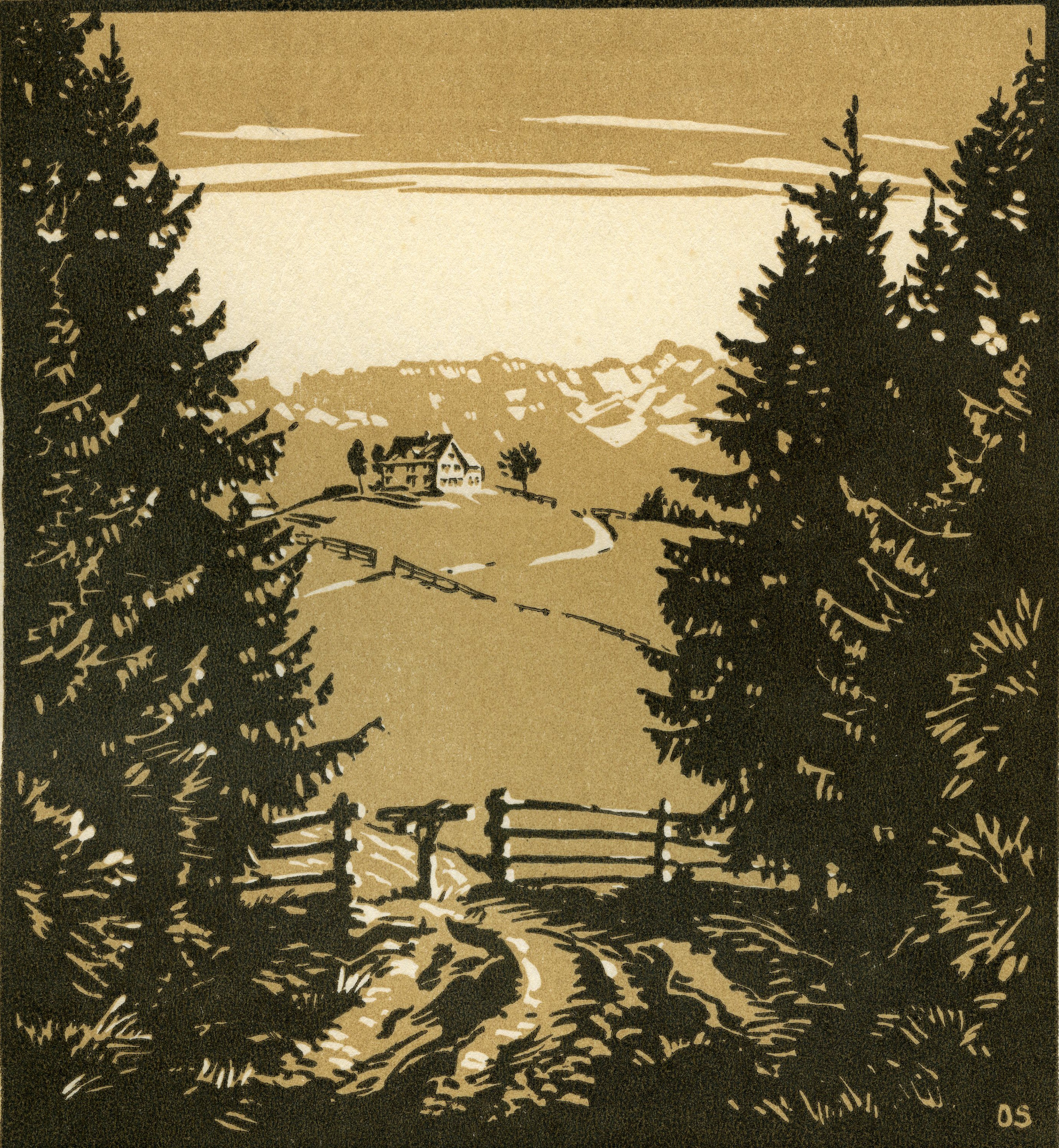
Paul Ilg durchwanderte als Hausierer das Appenzellerland.
Linolschnitt von Otto Schmid

Paul Ilg wurde in Salenstein als unehelicher Sohn der Bauerntochter und Fabrikarbeiterin Marie Ilg geboren. In seinen ersten drei Lebensjahren wuchs er auf dem Bauernhof der Grosseltern auf und wurde nach deren Tod als Verdingbub zu Verwandten nach Rehetobel geschickt. Dabei musste er sich auch als Hausierer im Appenzellerland betätigen, bevor er 1886 als Neunjähriger zu seiner Mutter nach Rorschach flüchtete. Kurze Zeit darauf zogen die beiden nach St. Gallen wo Ilg auch die Realschule besuchte. Nachdem ein Stipendium zum Besuch eines Gymnasiums abgelehnt worden war, begann Ilg nacheinander eine Schlosser-, Koch- und Handelslehre, die er aber jeweils kurz nach Beginn wieder abbrach. Auch eine Ausbildung auf der Bank in der französischen Schweiz scheiterte. Mit 20 Jahren fand Ilg schliesslich eine Anstellung als Schreiber bei einem Grundstückspekulanten in Zürich und begann erste Texte zu verfassen. Mit 21 Jahren bekam er das Angebot einer Stellung als Sekretär der Schweizerischen Landesausstellung 1896 in Genf. Zu dieser Zeit war Ilg auch Mitglied des frisch gegründeten FC Winterthur, und vom Oktober 1897 bis April 1898 gar dessen vierter Präsident. Dabei hinterliess der angehende Schriftsteller dem Verein auch ein von ihm gedichtetes Vereinslied. Ilg fand weiter Arbeit als Werbetexter bei der Firma Maggi in Kempttal; diese hatte bereits 1886 ein firmeneigenes Reklame- und Pressebüro eingerichtet, das als Leiter des Büros den damals 22-jährigen Frank Wedekind, als Schriftsteller noch völlig unbekannt, engagiert hatte. Dazu Paul Ilg: «Ich arbeitete Vorträge über die Vorzüge der Maggiprodukte aus, die unsere Reisenden den Hausfrauen zu halten hatten, ferner verfasste ich kleine Zeitungsartikel und Dialektgedichte zum Lob der Suppenwürze. [...] Zehn Jahre früher hatte der seither als Dichter berühmt gewordene Frank Wedekind diese Stellung im Hause Maggi kurze Zeit innegehabt. Warum sollte es mir nicht desgleichen gelingen, mir als freier Schriftsteller einen Namen zu machen und ein gutes Auskommen zu finden?»

### Schriftstellerische Tätigkeit und Familie

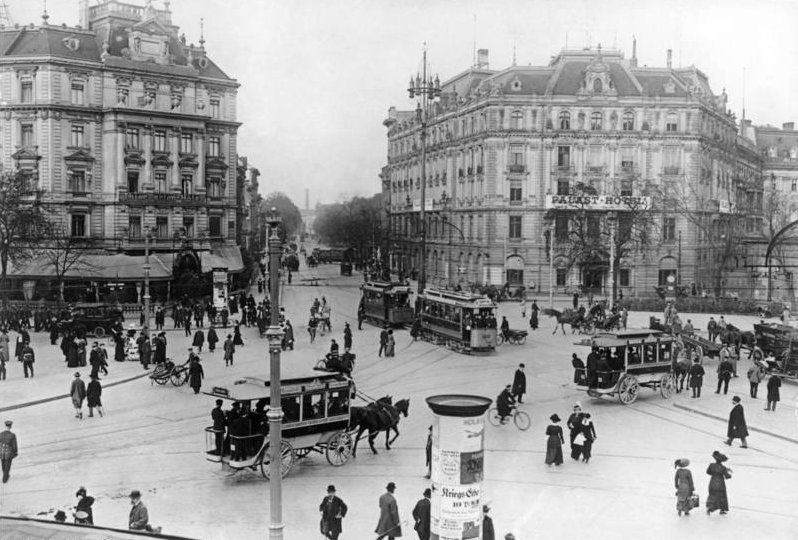
Berlin, 1914, eine «Rasende Drehscheibe»

Auf Empfehlung von Ludwig Binswanger wurde Ilg 1902 Redaktor bei der Berliner Woche und lebte bis 1914 grösstenteils in Berlin, wo er als freier Schriftsteller und Zeitschriften-Redaktor arbeitete. Über seinen Antritt in der Weltstadt schrieb er rückblickend: «Ich passte in jenen Grossbetrieb wie ein Melker in eine Generalversammlung. Gleichwohl versuchte ich mit all meinem Mutterwitz Boden zu fassen. Barmherziger Himmel! Für mich war dieser Boden schon mehr eine rasende Drehscheibe, ein schwindelerregendes Tanzrad, von dem ich nach etwa zweijährigen krampfhaften Anstrengungen ziemlich hilflos auf das heisse Pflaster der Weltstadt geschleudert wurde.» Während der Berliner Zeit begann Ilg erste Texte zu veröffentlichen und verarbeitete insbesondere seine schwere Kindheit und Jugend zu einer Roman-Tetralogie («Das Menschlein Matthias», «Die Brüder Moor», «Lebensdrang», «Der Landstörtzer», 1906-13), die ihm auch in Deutschland ein breites Publikum verschaffte. Gefördert wurde er von Annemarie von Nathusius, mit welcher er Reisen ins Engadin, an die Riviera und nach Norditalien unternahm und in den Jahren 1904 und 1905, in finanziell bedrängter Lage, in München zusammenwohnte. Ab 1914 lebte Ilg wieder in der Schweiz, verlegte seinen Wohnort jedoch wiederholt nach Deutschland. Das Land verliess er allerdings endgültig mit der Machtergreifung der Nationalsozialisten. In Zürich heiratete er 1918 Frieda Alwine Gertrud und drei Jahre später wurde ihr Sohn Kaspar, der später Kunstmaler wurde, geboren. 1925 wurde die Ehe wieder geschieden und Ilg heiratete Elise Hausammann, mit der er bis zu seinem Tode zusammen blieb.

### Lebensabend in Uttwil

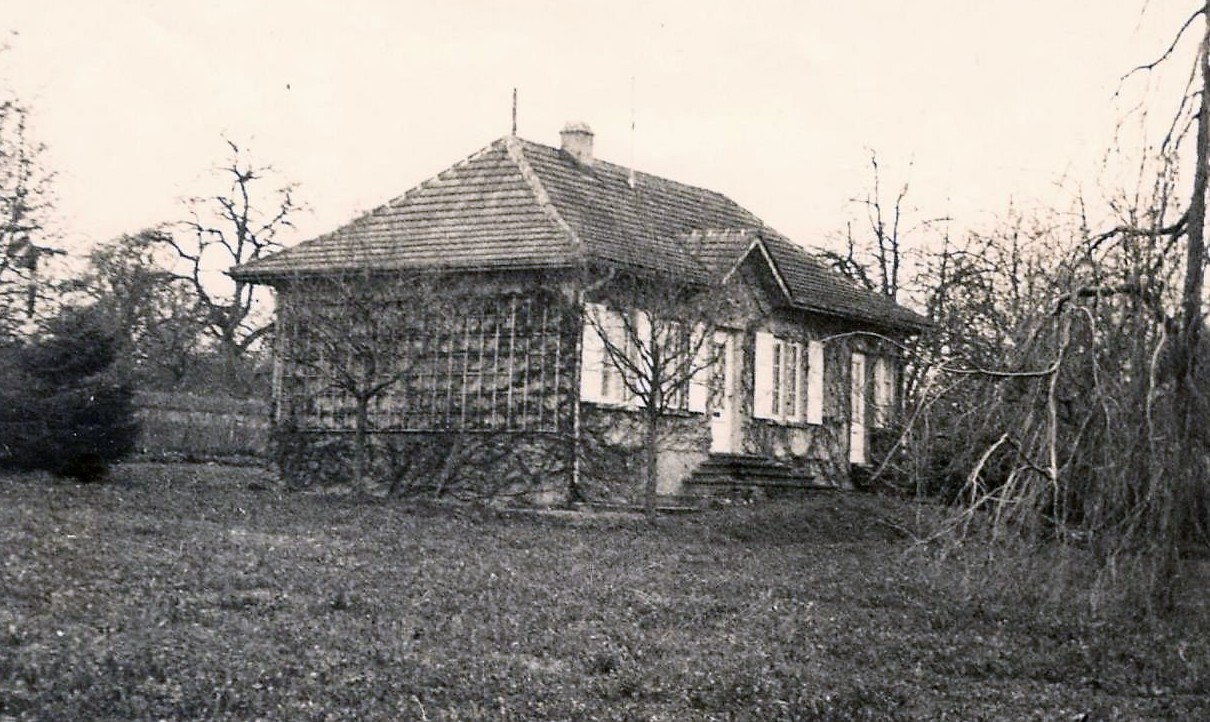
Paul Ilgs Alterswohnsitz im Gästehaus der «Villa Sternheim», Uttwil

1939 schliesslich folgten Ilg und seine zweite Frau der Einladung des Schriftstellers Emanuel Stickelberger nach Uttwil und wurden in dem Dörfchen am Bodensee sesshaft. Mare Stahl, eine Aktivistin der Literaturszene, bezeichnete Uttwil nach dem Zweiten Weltkrieg als «Kleines Ascona am Bodensee», und bereits der belgische Architekt Henry van de Velde, der dort 1919 ein Haus am Landungssteg erwarb, träumte davon, in Uttwil eine Künstlerkolonie zu gründen. Obwohl sich van de Veldes Traum nicht verwirklichte, zog Uttwil wiederholt Künstler an. So folgten zum Beispiel der Schriftsteller René Schickele, die Pazifistin Annette Kolb und der Dramatiker Carl Sternheim, der sich später am Seeufer eine Villa baute, wo er und seine Frau Thea Künstler lebten. Schon 1925 und 1926 hatte Ilg durch Aufenthalte Uttwil und die Sternheims kennengelernt, welche Gäste wie den Autor Klaus Mann oder den Maler Conrad Felixmüller empfingen. Der Uttwiler Möbelfabrikant Nicolas Schubert erinnerte sich: «Er [Paul Ilg] stieg mit seinem blondgelockten Jungen im ländlichen Gasthaus am See ab. Oft sah man die beiden ungleichen Gestalten, Ilg und Sternheim, durch die Strassen des Dorfes spazieren oder im Hotelgarten sitzen. Der eine mit halb kahlen, schmal geschnittenen Kopf, in einen Anzug gezwängt, der immer zu eng schien, seine Worte mit nervösen zerrissenen Gebärden begleitend. Der andere lässiger, bohèmehafter und erdverbundener.» Jahre später wurde Walter Kern, Verkehrsdirektor von Davos, der neue Besitzer der Sternheim-Villa mit Bedienstetenhäuschen. Dieser stellte Ilg und seiner Frau ab 1942 das kleine Haus auf seinem Grundstück als Wohnung zur Verfügung. Regelmässig traf Ilg sich mit seinem Gastgeber und Mäzen Kern, dem Unternehmer und Schriftsteller Emanuel Stickelberger und anderen Freunden einmal wöchentlich zu literarischen Soirées im Restaurant «Bad Uttwil». Im «Dichterhäuschen» selbst überarbeitete er seine vier Lebensromane zu einer Autobiografie, wovon «Das Menschlein Matthias» 1941 von Edmund Heuberger verfilmt wurde. Bis zu seinem Tod im Jahr 1957 lebte Paul Ilg mit seiner Frau in einfachsten Verhältnissen und zinsfrei im Gästehaus von Walter Kerns «Villa Sternheim». Sein Nachlass befindet sich heute im Schweizerischen Literaturarchiv.

## Wirkung
Zeitgenössische Autoren verglichen Ilgs Werk von der Wirkung her wiederholt mit Gottfried Keller; so schrieb Kurt Münzer: «Ich glaube, nur ein Schweizer, der selbst so fest steht, kann Menschen so fest gegründet auf die Erde stellen. Dabei sind es nicht nur starke, harte Menschen, sondern auch zarte zerbrechliche, lyrisch feine. Gottfried Keller ist die wundervolle Quelle, aus der alle jungen Schweizer schöpfen. Aber Ilg ist weder Nachahmer noch eigentlich Schüler, sondern ein eigener Mensch, in dem nur Kellersche Kraft steckt.» Oder Ludwig Finckh: «Ilg ist ein ganzer Dichter; er gibt Wahrheit, unverblümt rauhe, aber durch echte Kunst verklärte Wirklichkeit. Seine Gestalten sind ausgezeichnet und voll Leben gebildet, seine Sprache ist voll kräftigem, einfachem Klang.»
Motivation und Inspirationsquelle für Ilgs Schreiben war stets sein eigener sozialer Aufstieg; Themen wie «Ehrgeiz», «in die Höhe zu kommen» oder die beinahe unüberwindliche «Grenze zwischen Arm und Reich» bilden Konstanten in seinem Werk. Der Literaturwissenschaftler Martin Stern dazu: «Ilgs Helden kommen ausnahmslos von unten, wollen emporkommen und ihren Erfolg auch zeigen.»
Zentrales Werk bilden die vier Bände «Das Menschlein Matthias»,«Die Brüder Moor», «Lebensdrang» und «Der Landstörtzer» (1906 bis 1913), welche im Sinne des Entwicklungsromans Ilgs Jugend und Wanderzeit beschreiben. Der Germanist und Literaturkritiker Charles Linsmayer sagt zu dessen künstlerischer Kraft: «Die Darstellung seiner Kindheit im Roman ‹Das Menschlein Matthias› ist nach wie vor eine der berührendsten Jugenddarstellungen der Schweizer Literatur.»
In der Schweiz negativ aufgenommen wurde Ilgs pazifistischer Roman «Der starke Mann» (1916), der einen fanatischen Schweizer Militaristen karikiert und sich mit militaristischen Tendenzen in der Schweiz während des Ersten Weltkriegs auseinandersetzt. Dazu der Journalist Harry Rosenbaum: «Mit seinem 1916 veröffentlichten Antikriegsroman ‹Der starke Mann› platzte Paul Ilg mitten in die ungebrochene Erster-Weltkrieg-Begeisterung, die damals noch von Autoren wie Gerhart Hauptmann, Thomas Mann und Robert Musil geteilt wurde. Der Roman entstand unter dem Eindruck der sich anbahnenden grossen Völkerschlachten und ist zugleich eine Abrechnung mit dem damals auch in der Schweizer Armee verbreiteten preussisch-autoritären Führungsstil. [...] Nach dem Erscheinen des Romans wurde Ilg, der sich in seiner sozialkritischen und proletarischen Literatur am französischen Romanautor Émile Zola und am frühen Guy de Maupassant orientierte, als ‹deutschfeindlich› bezeichnet. Deutsche Medien riefen zum Boykott seiner Bücher auf, und auch in der Schweiz galt er als ‹wehrkraftzersetzend›. Der Verkauf von Ilgs Büchern ging im ganzen deutschen Sprachraum massiv zurück.» Ein Projekt von Ernst Lubitsch, der das Buch verfilmen wollte, scheiterte. Die UFA argumentierte, dass ein pazifistischer Film auf dem Weltmarkt keinen Erfolg haben werde, und blockierte den Kredit.
Einen letzten Sensationserfolg konnte Ilg 1922 mit «Probus», einem Roman über den Schweizer Flugpionier Oskar Bider, erzielen. Danach gelang es ihm allerdings nicht mehr, an vergangene literarische Leistungen anzuknüpfen. Charles Linsmayer konstatiert dazu: «Ilg erprobte viele neue Ansätze, ohne wirklich eine überzeugende neue Schreibweise und Thematik zu finden.» Und der Journalist und Autor Max Rychner meinte 1923: «Wir sind in einem Zustand forcierter Hoffnung auf kommende grosse Menschen und Werke, da stören solche Halbleistungen von einem, der sich die Ziele immer näher steckt, wo sie auch von anderen erreicht werden können.»
Chiel Weissmann von der Filmverleihfirma Emelka zeigte 1941 den Film Das Menschlein Matthias. Regie führte Edmund Heuberger. Die Hauptdarsteller waren u. a. Röbi Rapp, Leopold Biberti, Sigfrid Steiner, Hermann Gallinger, Petra Marin, Hans Fehrmann, Waldburga Gmühr, Ditta Oesch, Marga Galli und Edwige Elisabeth.

## Auszeichnungen und Ehrungen
- Preis der Schweizerischen Schillerstiftung
- Preis der Deutschen Schillerstiftung
- Preis der Fastenrath-Stiftung, Köln

## Werke

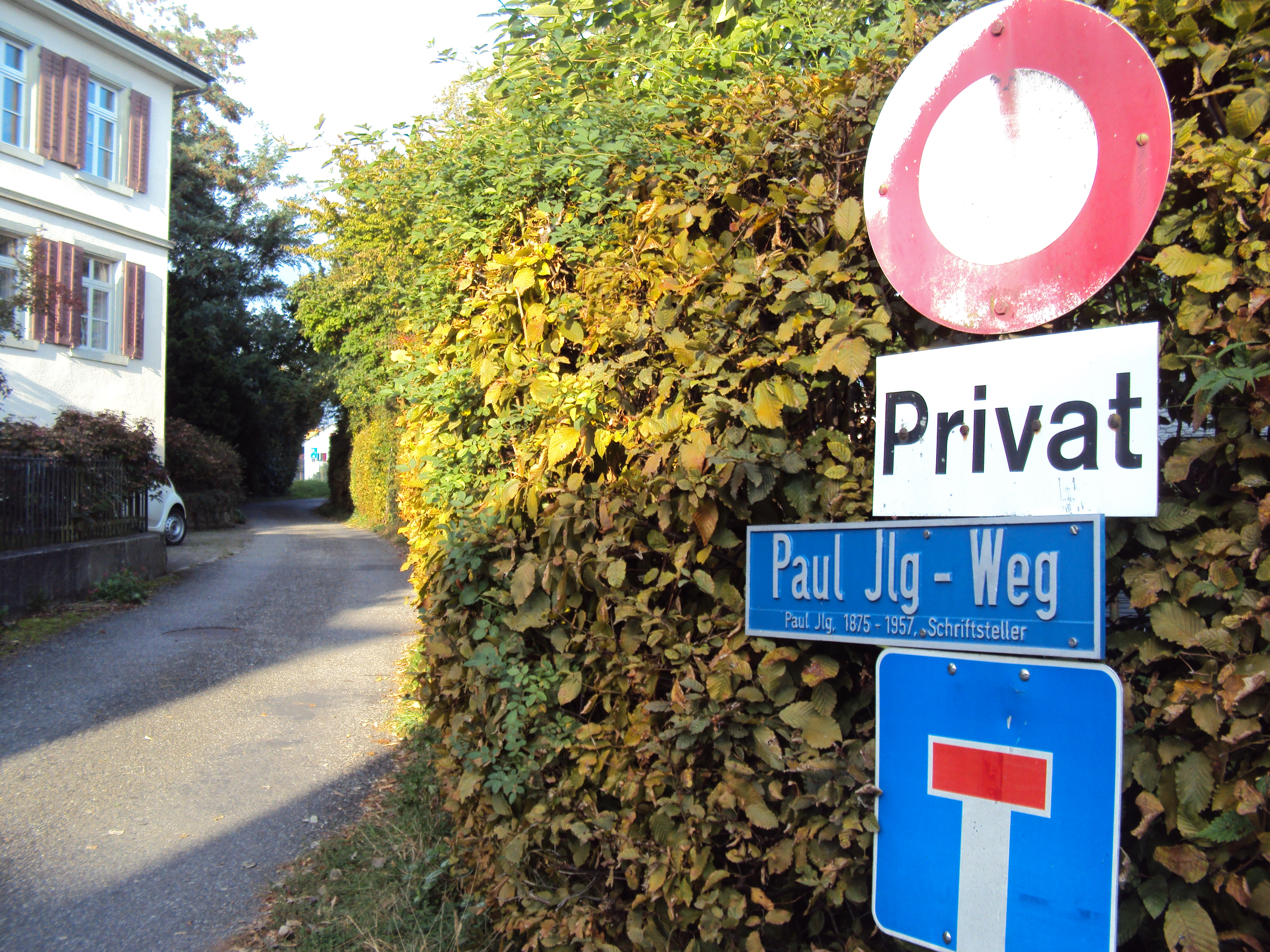
Paul Ilg-Weg, nahe dem Bodenseeufer in Uttwil

- Skizzen und Gedichte, Dresden [u. a.] 1902
- Lebensdrang, Stuttgart 1906
- Gedichte, Berlin 1907
- Der Landstörtzer, Berlin 1909
- Die Brüder Moor, Leipzig [u. a.] 1912
- Das Menschlein Matthias, Stuttgart [u. a.] 1913
- Was mein einst war, Frauenfeld 1915 (Digitalisat im Internet Archive)
- Maria Thurnheer, Frauenfeld [u. a.] 1916 (Reihe «Schweizerische Erzähler», Bd. 1; Digitalisat im Internet Archive)
- Sonntagsliebe, Konstanz a./B. 1916
- Der starke Mann, Frauenfeld 1916
- Der Führer, Leipzig 1918
- Probus, Zosingen 1922
- Im Vorübergehen, Leipzig [u. a.] 1923
- Ein glückliches Paar, Basel 1924
- Der gute Kamerad und andere Erzählungen, Berlin 1924
- Mann Gottes, Leipzig 1924
- Der rebellische Kopf, Frauenfeld 1927
- Die Flucht auf den Creux du Van, Bern 1933
- Das Mädchen der Bastille, Zürich [u. a.] 1933
- Sommer auf Salagnon, Bern [u. a.] 1937
- Vaterhaus, Zürich [u. a.] 1941
- Der Erde treu, Zürich 1943
- Grausames Leben, St. Gallen 1944
- Die Passion der Margarete Peter, Zürich 1949
- Der Hecht in der Wasserhose, Arbon 1953
- Der Naturapostel, 1955 (Digitalisat bei e-periodica.ch)
- Das Menschlein Matthias. Tetralogie, bestehend aus den Romanen «Das Menschlein Matthias»,«Die Brüder Moor», «Lebensdrang» und «Der Landstörtzer». Neu herausgegeben und mit einem biographischen Nachwort versehen von Charles Linsmayer. Huber, Frauenfeld 2017, ISBN 978-3-71931598-6
- Der Hungerturm. Ein Zeitroman (Romanfragment). Chronos, Zürich 2018, ISBN 978-3-0340-1442-7